# ピータービルト
ピータービルト・モータース・カンパニー（Peterbilt Motors Company）は、アメリカ合衆国テキサス州デントンに本社を置くトラック製造会社である。姉妹部門であるケンワースと共にパッカーの子会社である。カリフォルニア州オークランドで創業し、その後テキサス州へ移転している。アメリカ国内に於いてはフレイトライナー・トラックスに次ぐ規模の貨物自動車メーカーである。本社であるテキサス州デントンとカナダ、ケベック州サント＝テレーズ工場で生産が行われている。

## 歴史

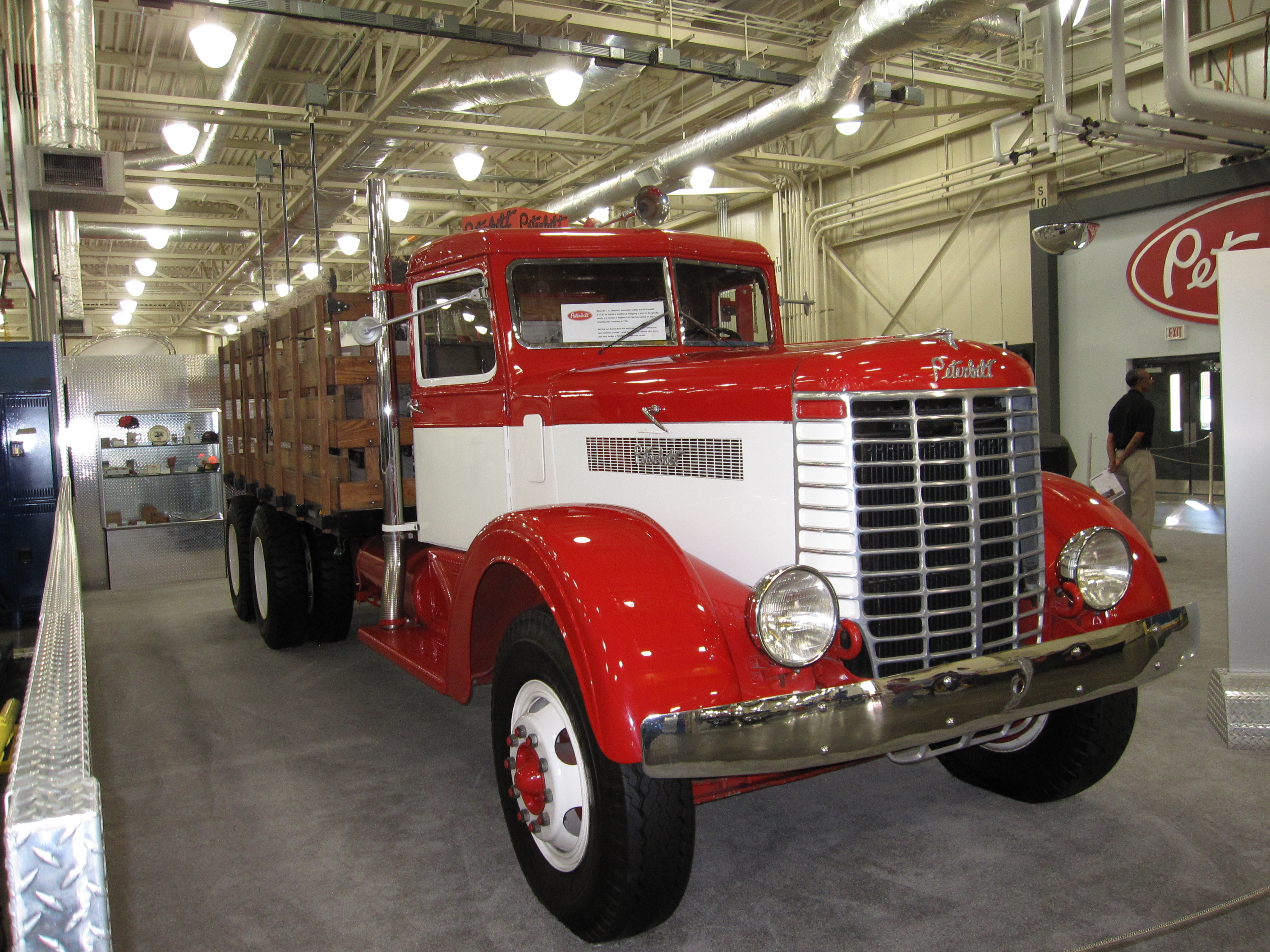
1939年に初めて製造されたトラック、ピータービルト334

20世紀初頭、森林から伐採された木材は蒸気トラクターや馬によって搬出や運搬が行われおり、また、搬出された丸太は川へ運搬し、筏を組んで川下りを行いながら製材所まで運ぶなど、当時の輸送は費用と時間が掛かる労働集約型産業であった。
ワシントン州、タコマの大手大木伐採業者であったピーターマンは、伐採した木材を素早く効率的かつ、自身のニーズに合わせることができる木材運搬用トラックの研究を始めている。余剰であった軍用トラックを購入し、重量物運搬用途に改造を施し運用を開始しており、以降、用途毎に車両の改善と研究を行い運搬技術を確立している。また、エンジン始動方法が手動クランク式であったのに対し、蓄電池を利用したセルモーター方式へ、悪路の走破性能を上げる後輪のデュアルドライブ（両輪駆動）化と駆動軸のチェーン駆動方式、オールスチール製キャビンなど開発されたものは当初から革新的な技術であった。1939年、同様にオークランドを拠点とする商用農業車両メーカーであるファジェオル・モータース（Fageol Motors）を購入し、そこで製造されていた機材を利用したカスタムシャーシの生産をピータービルドとして開始している。
第二次世界大戦時には「モデル346」がアメリカ軍用のトラックとして正式に採用される。しかし、大戦の最中、1944年にピーターマン逝去。配偶者である妻が遺産を引き継いでおり、その一部をマネジャーなど7人の関係者に対し売却している。1958年、業績が好調であり新工場設立計画もあったが、最終的に貨物自動車製造に進出し始めていた鉄道車両製作、伐採設備機器企業であった、パシフィック・カー・アンド・ファウンダリー（Pacific Car and Foundry）社である現在のパッカー社に対し資産と事業の全てを売却している。

## 製品

### 幹線道路モデル（On-highway）
- 589
- 579
- 389

### ヘビーデューティーモデル（Vocational）
- 567
- 520
- 367
- 365

### ミディアムデューティーモデル（Midium）
- 348
- 337
- 330
- 325
- 220

## 登場作品
- モデル281/351 - ボンネット型。281は後輪が1軸、351は二軸。1954年から1976年まで生産。細長いボンネットから「ニードルノーズ」の渾名を持つ。

281はスティーヴン・スピルバーグ監督作の『激突!』に使用された。
- モデル352 - キャブオーバー型。

映画『コンボイ』で1969年式が"オールド・イグアナ"の乗る車両として使われた。
映画『コンボイ』で1975年式ペースメーカーがラット兄弟の乗る車両として使われた。
- モデル359 - ボンネット型。拝み型のワイパーが特徴。リアルモデル化もされている。

映画『トランスフォーマー/ビースト覚醒』でスカージが1994年製の本車に変形する。
- モデル377 - エアロタイプのボンネット型。

映画『ブレーキ・ダウン』に使用された。
哥麿会所属のデコトラ"達磨大師"のベース車（1996年式377A/E）。
- モデル379 - 359の後継モデルで、ボンネット型の代表的な車種。

映画『トランスフォーマー』でオプティマスプライム（コンボイ）が本車に変形する。
映画『ブラック・ドッグ』で1995年式が主人公ジャック・クルーズの乗る車両として使われた。

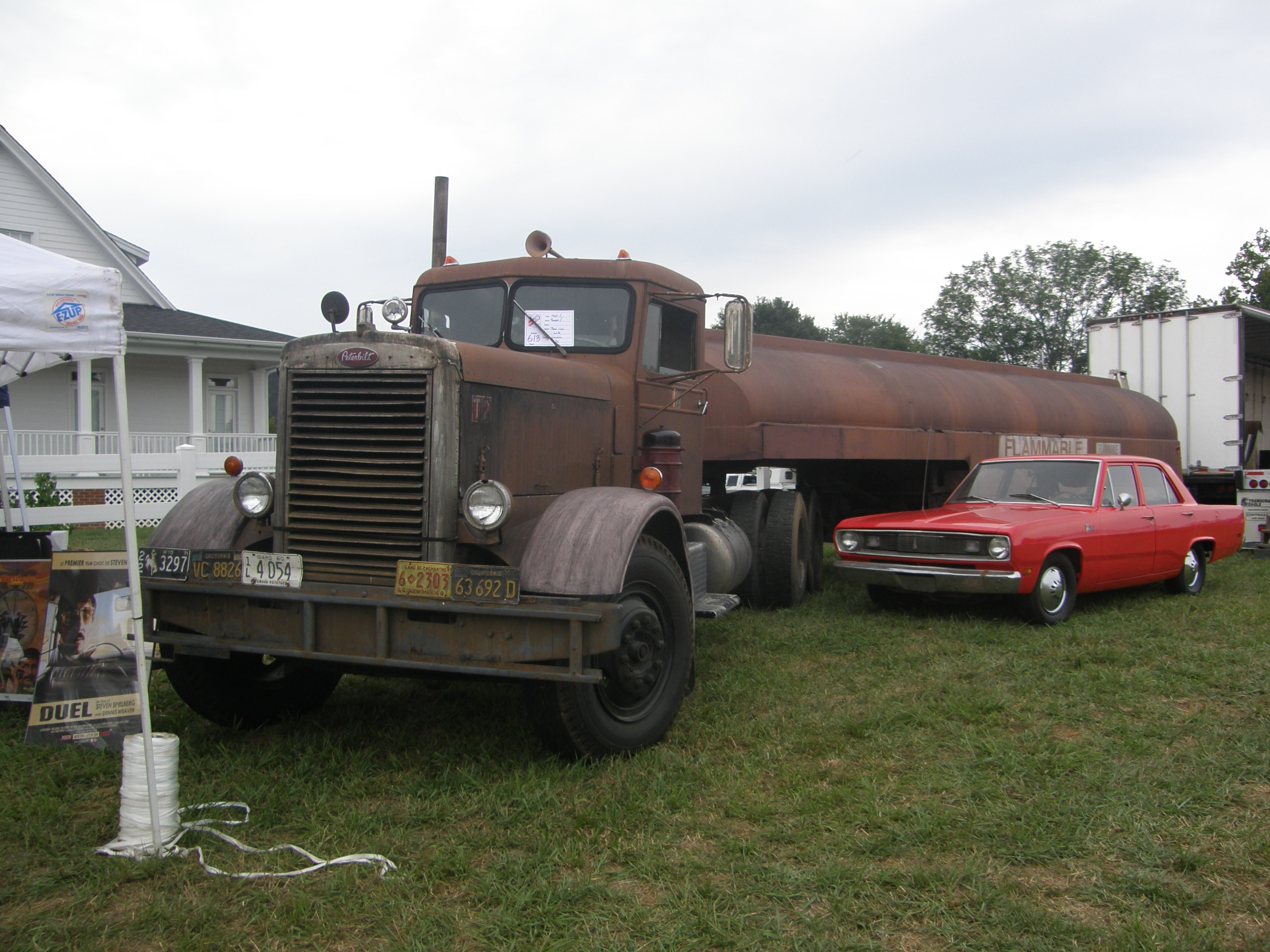
映画「激突!」の劇用車と同型のモデル281とプリムス・ヴァリアント
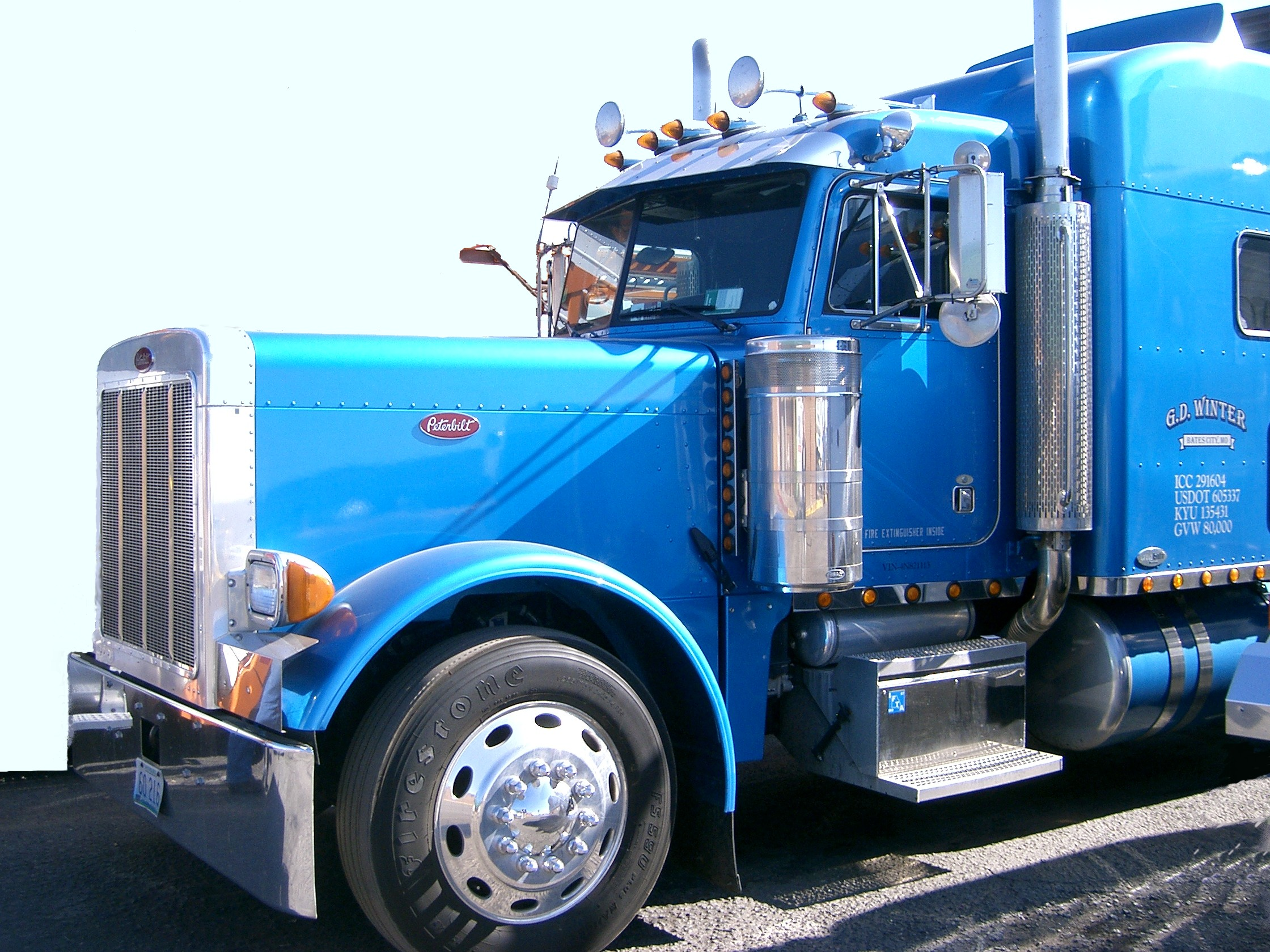
379クラス8トラック
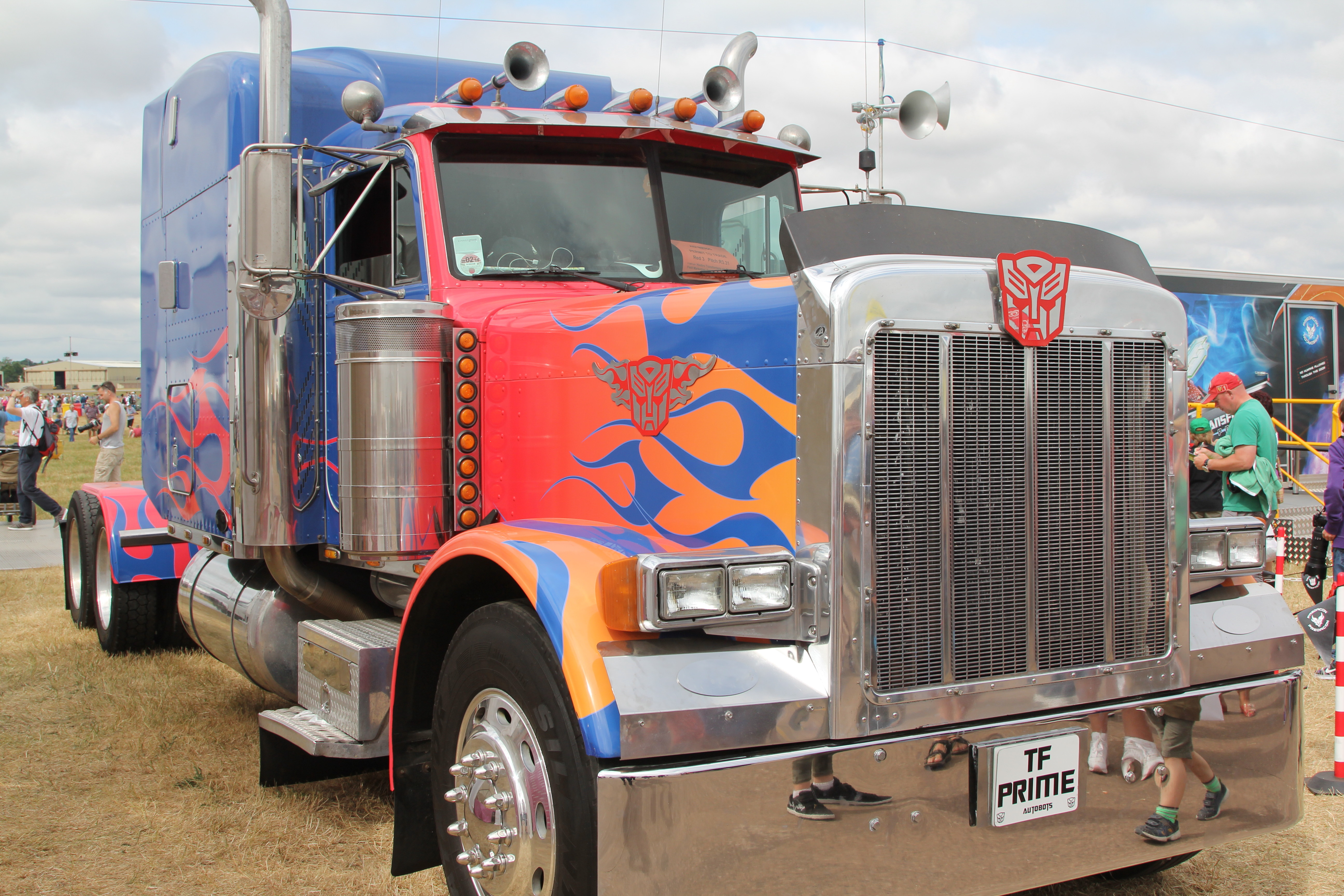
オプティマスプライム（コンボイ）が変形するモデル379